# Emeryk Bebek
Emeryk Bebek – starosta generalny ruski z ramienia Królestwa Węgier w latach 1383-1385.